# 30x30

Aree terrestri protette, in percentuale (2018)

30x30 (o 30 by 30) è un'iniziativa intergovernativa per designare il 30% delle terre emerse e delle aree marine mondiali come aree naturali protette entro il 2030.

## Storia
L'obiettivo è stato proposto con l'articolo A Global Deal For Nature: Guiding principles, milestones, and targets, pubblicato nell'aprile 2019 su Science Advances, che evidenziava la necessità di maggiori sforzi per la conservazione della natura al fine di mitigare il cambiamento climatico.
Nel novembre 2019 uno studio pubblicato dall'Unione internazionale per la conservazione della natura segnalava che il target 11 di Aichi, da raggiungere entro l'anno 2020, non sarebbe stato rispettato: 15% anziché 17% delle aree naturali protette e 7,8% anziché 10% delle aree marine protette.
L'iniziativa "30x30" è stata lanciata l'11 gennaio 2021 dall'High Ambition Coalition for Nature and People, gruppo intergovernativo e interregionale che nel dicembre 2022 era partecipato da 116 paesi.
In vista della prevista XV Conferenza delle Nazioni Unite sulla biodiversità, un gruppo di fondazioni private ha annunciato che avrebbero donato 5 miliardi di dollari a sostegno del progetto "30x30". Secondo James Deutsch, di Rainforest Trust: «La maggior parte delle aree protette che verranno create in futuro saranno tutte o in parte di proprietà e tutte o in parte gestite da popolazioni locali o indigene».
Uno studio pubblicato su Proceedings of the National Academy of Sciences nel giugno 2022 ha dimostrato che le aree attualmente protette in tutto il mondo sono troppo piccole o troppo scarsamente collegate per fornire molti benefici a quasi tutti i mammiferi minacciati di estinzione, e a oltre 1 000 specie che non sono a rischio; le aree protette «devono essere notevolmente ampliate» e devono essere abbastanza grandi e in aree abbastanza diversificate da beneficiare le specie attualmente non protette.

## XV Conferenza delle Nazioni Unite sulla biodiversità

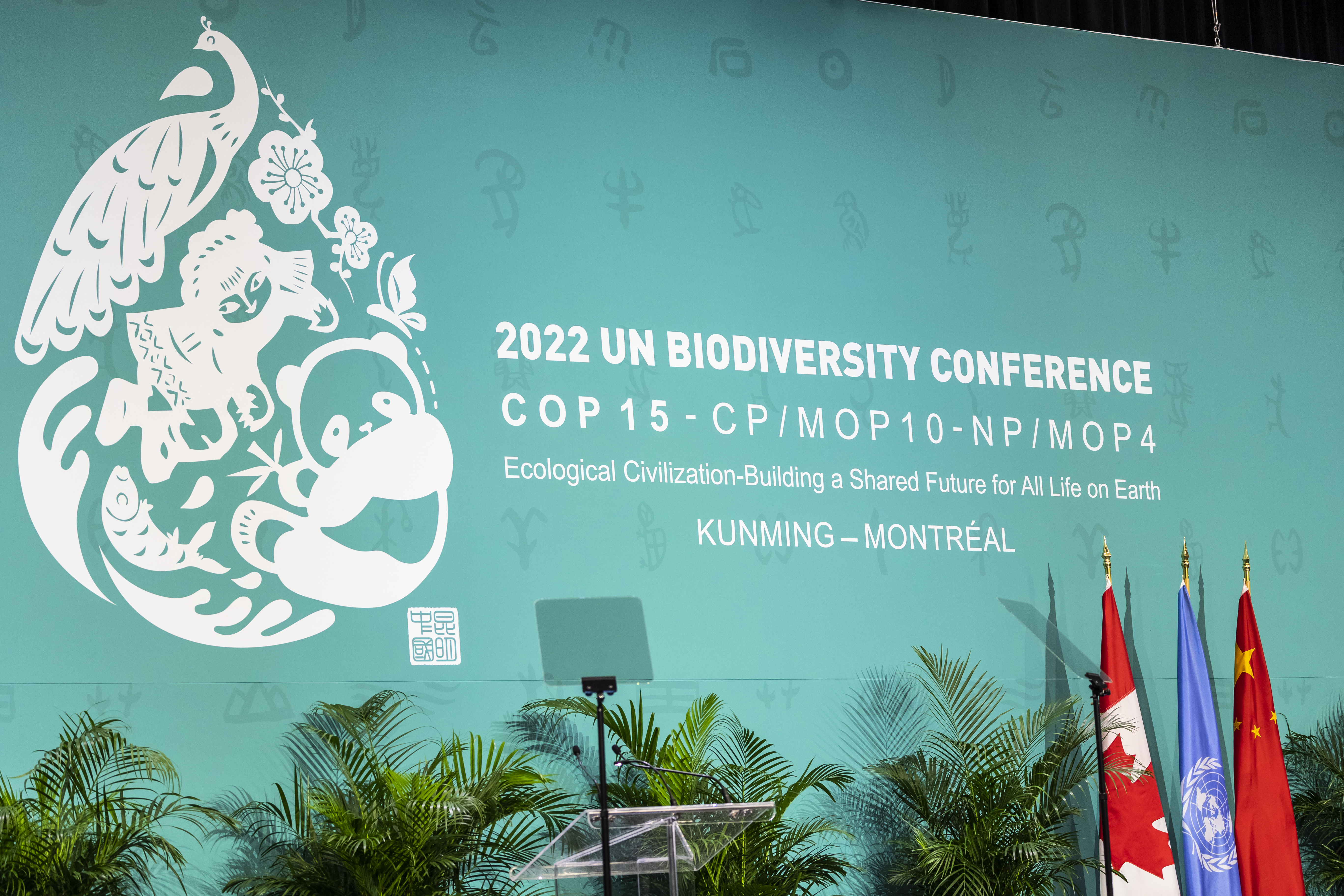
XV Conferenza delle Nazioni Unite sulla biodiversità

La XV Conferenza delle Nazioni Unite sulla biodiversità, o COP15 di Montréal, è stata importante soprattutto per l'approvazione del target "30x30" del Quadro globale per la biodiversità post-2020, superando così i target di Aichi fissati per l'anno 2020.
Il target 3 della COP15 di Montréal afferma: «Garantire e consentire che, entro il 2030, almeno il 30% delle aree terrestri, delle acque interne, delle aree costiere e marine, in particolare le aree di particolare importanza per la biodiversità e le funzioni e i servizi degli ecosistemi, siano efficacemente conservati e gestiti tramite sistemi di aree protette ecologicamente rappresentative, ben collegate ed equamente gestite, e altre misure efficaci di conservazione basate sull'area, riconoscendo i territori indigeni e tradizionali, se del caso, e integrato in paesaggi terrestri, marini e oceanici più ampi, garantendo allo stesso tempo che qualsiasi uso sostenibile, se presente in queste aree, sia pienamente compatibile con i risultati di conservazione, riconoscendo e rispettando i diritti delle popolazioni indigene e delle comunità locali, compresi i loro territori tradizionali.»

## 30% entro il 2030

### Unione europea
Nell'ambito del Green Deal europeo, il 20 maggio 2020 la Commissione europea ha presentato la Strategia dell'UE sulla biodiversità per il 2030. Nel contesto post-Covid-19, la strategia contiene diversi impegni e azioni relativi alla biodiversità da realizzare entro il 2030, tra i quali:
- incrementare le aree Natura 2000 esistenti, proteggendo rigorosamente le zone ad altissima biodiversità e con un valore climatico molto elevato;
- ripristinare gli ecosistemi degradati entro il 2030 e gestirli in modo sostenibile, affrontando le cause principali della perdita di biodiversità;
- sbloccare i finanziamenti a favore della biodiversità e mettere in atto un nuovo quadro di governance rafforzato per garantire una migliore attuazione e seguire i progressi compiuti, migliorare le conoscenze, i finanziamenti e gli investimenti, assicurare un maggiore rispetto della natura nel processo decisionale pubblico e imprenditoriale.

### Italia
L'Italia, oltre ad accogliere la Strategia europea per la biodiversità, e sulla base del Quarto Rapporto sullo stato del capitale naturale in Italia, ha adottato la Strategia nazionale per la biodiversità 2030, che prevede l'estensione delle aree protette nazionali e regionali (alla data di estensione del rapporto – 2021 – le aree protette terrestri erano il 20% del totale e il 10% di quelle marine).

### Bacino del Congo
Il 2 novembre 2021, nel giorni della COP26 di Glasgow, il presidente della Repubblica Democratica del Congo Félix Tshisekedi e il primo ministro britannico Boris Johnson hanno sottoscritto una dichiarazione, a nome dell'Iniziativa per la foresta dell'Africa centrale, per l'accordo decennale 2021-31 volto a proteggere la foresta equatoriale del bacino del fiume Congo, la seconda mondiale per estensione.
L'accordo prevede l'impegno finanziario di 500 milioni di dollari per i primi cinque anni, mentre la Repubblica Democratica del Congo si impegna, tra l'altro, «ad avere il 30% del paese in varie forme di protezione entro il 2030».

### Brasile

Foresta amazzonica (contorno bianco) e bacino amazzonico (contorno celeste)

La foresta amazzonica copre una superficie di circa 6 milioni di km², il 60% dei quali si trova in Brasile. Tra il 2010 e il 2019 l'Amazzonia ha perso circa 62000 km² di foreste, la maggior parte di questi territori è stata trasformata in fattorie, allevamenti di bestiame, piantagioni di soia e di olio di palma.
Nei quattro anni del Governo Bolsonaro (2019-2022), la deforestazione in Brasile è cresciuta quasi del 60% rispetto al quadriennio precedente, del 75,5% rispetto al decennio precedente.
Il 16 novembre 2022 è arrivato alla COP27 di Sharm el-Sheikh il neo eletto presidente brasiliano Lula che, con il motto «il Brasile è tornato, dopo quattro anni di isolamento», ha annunciato lotta al cambiamento climatico, lotta alla deforestazione, restituzione all'agricoltura sostenibile delle aree degradate (40 milioni di ettari); ha inoltre segnalato che il Brasile riprenderà le trattative con Indonesia e Repubblica democratica del Congo per la conservazione delle foreste e che sbloccherà i 500 milioni di dollari messi a disposizione dai governi di Germania e Norvegia per l'Amazzonia, congelati nel 2019 da Bolsonaro.

### Canada
Il Canada, dopo aver sottoscritto l'accordo di Aichi, si è impegnato a proteggere il 25% dei territori e delle acque entro il 2025 e il 30% entro il 2030.
L'area boreale canadese, 522 milioni di ettari, rappresenta il 28% dell'area boreale mondiale; la foresta boreale canadese, 270 milioni di ettari, immagazzina carbonio, purifica l'aria e l'acqua e regolarizza il clima; il 70% delle comunità indigene canadesi vivono nelle regioni forestali.

### Cina

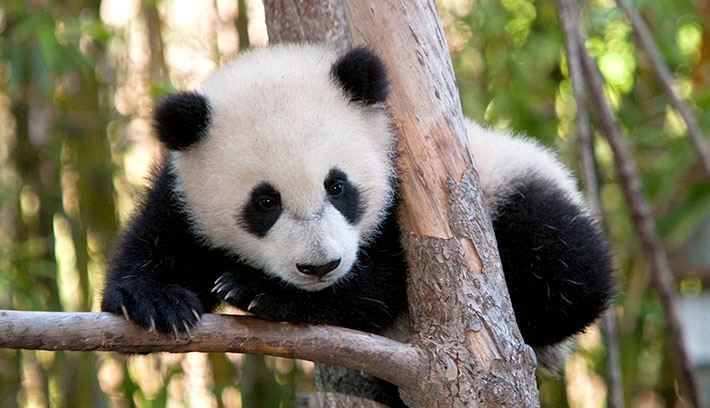
Panda gigante a rischio di estinzione

Vanessa Hull, assistant professor presso l'Università della Florida, su The Conversation ha segnalato che il gruppo dirigente cinese nel 2018 ha introdotto nella propria Costituzione il concetto di «civiltà ecologica», che sempre nel 2018 la Cina aveva più di 2 750 aree protette su quasi il 15% della sua superficie totale, nel 2021 il presidente Xi Jinping ha annunciato che la Cina stava ampliando il sistema delle aree protette con una rete di cinque parchi nazionali per una estensione di 227000 km², il più grande di questo tipo al mondo. La Cina dal 2013 al 2017, ha riforestato 334 milioni di ettari di territorio disboscato o coltivato, un'area quattro volte più grande dell'intero sistema forestale degli Stati Uniti.
La pandemia di Covid-19 ha messo in luce il ruolo della Cina nel commercio legale e illegale di specie selvatiche; di conseguenza, la Cina ha aggiornato la sua legge sulla protezione della fauna selvatica, emanata nel 1989, e il 24 febbraio 2020, ha imposto il divieto quasi totale di commerciare animali selvatici per uso alimentare.
La Cina si è impegnata a ridurre l'impatto ambientale e climatico della Nuova via della seta, un enorme progetto infrastrutturale che prevede la costruzione di ferrovie, oleodotti e autostrade in più di 60 Paesi e che viene accusato di causare deforestazione, inondazioni e altri impatti ambientali dannosi, anche in zone critiche di biodiversità come il Triangolo dei coralli del sud-est asiatico, uno dei sistemi di barriera corallina più importanti del mondo. Nel 2021 il presidente Xi ha annunciato il divieto di finanziare nuove centrali a carbone all'estero, che ha già portato alla cancellazione di 26 impianti.
Inoltre, il 12 ottobre 2021 il presidente Xi ha annunciato il Kunming Biodiversity Fund per 1,5 miliardi di yuan (circa 236 milioni di dollari) per sostenere la tutela della biodiversità nei paesi in via di sviluppo.

### India
Il 7 ottobre 2021, Shri Rameshwar Prasad Gupta, a nome del Governo indiano ha sottoscritto l'adesione all'High Ambition Coalition for Nature and People, primo dei paesi cosiddetti BRICS ad aderire.

### Indonesia
L'Indonesia è il principale produttore di olio da palma, alla cui coltivazione ha destinato 14,996 milioni di ettari (anno 2020).
Nel 2001 aveva 93,8 milioni di ettari di foreste, pari al 49% del territorio; dal 2001 al 2021 ha perso 10,1 milioni di ettari, 203 mila ettari nel solo 2021.
A fine 2022 le aree protette terrestri dell'Indonesia rappresentavano il 12,17% e le aree marine il 3,06% del totale.

### Russia

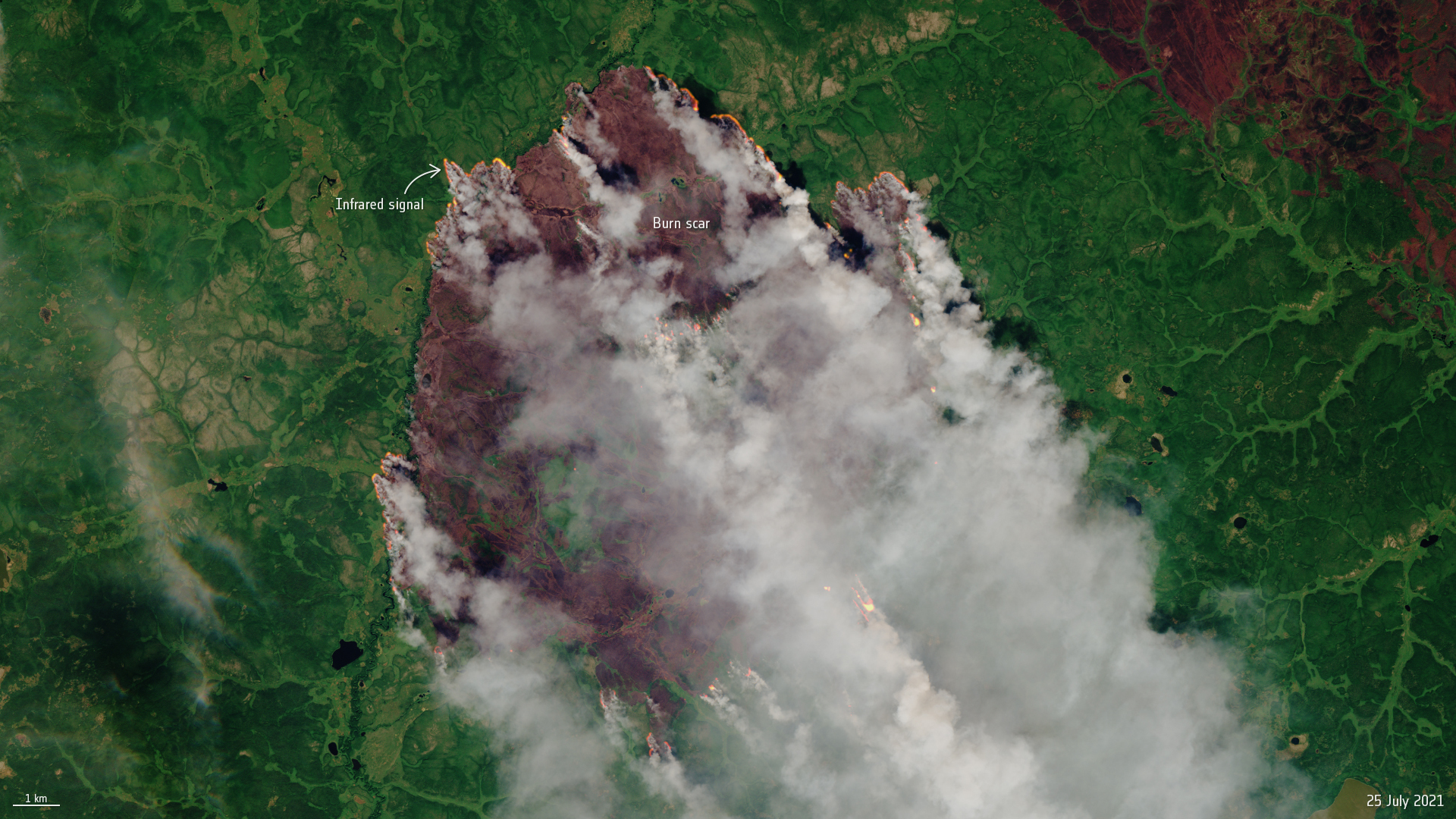
Incendio vicino al Circolo polare artico (29 luglio 2021)

Uno studio pubblicato su Nature Sustainability nel novembre 2021 ha documentato che a livello globale ci sono 139 Gt di carbonio "irrecuperabile", nel senso che la rigenerazione naturale non potrebbe recuperarne la perdita entro il 2050, tra alberi e torbiere; il 23% di questo carbonio "irrecuperabile" si trova in Russia.
Il professor Pete Smith, dell'Università di Aberdeen ha commentato: «Questa ricerca dimostra in modo convincente dove e come concentrare gli sforzi per le iniziative "30x30" già esistenti».
Il 2021 è stato caratterizzato da una serie di incendi «senza precedenti» che hanno interessato le torbiere della Siberia per oltre 17 milioni di ettari e intaccando il permafrost sottostante. Il fumo degli incendi è arrivato in Mongolia, Nunavut (Canada), Groenlandia e, per la prima volta, al Polo Nord, mentre il monitoraggio della città di Jakutsk riscontrava PM 2,5 di 395 microgrammi e i suoi cittadini sono stati avvisati di non uscire di casa.

### Stati Uniti
Il 27 gennaio 2021, il presidente Joe Biden ha emesso un ordine esecutivo intitolato Tackling the Climate Crisis at Home and Abroad ("Affrontare la crisi climatica in patria e all'estero"). Tra le diverse iniziative per affrontare la crisi climatica, la disposizione presidenziale ha ordinato ai dipartimenti federali di pubblicare un rapporto entro 90 giorni «raccomandando i passi che gli Stati Uniti dovrebbero intraprendere, collaborando con i governi statali, locali, tribali e territoriali, proprietari terrieri agricoli e forestali, pescatori e altre parti chiave interessate, per raggiungere l'obiettivo di conservare almeno il 30 per cento delle nostre terre e acque entro il 2030».
Il 6 maggio 2022, l'amministrazione Biden ha pubblicato il rapporto Conserving and Restoring America the Beautiful, un rapporto preliminare alla "National Climate Task Force" che delinea i principi, le misure e le prime aree di interesse proposte per una «campagna nazionale decennale a guida locale per conservare e ripristinare le terre e le acque da cui tutti dipendiamo». Le agenzie federali coinvolte: il Dipartimento degli Interni degli Stati Uniti d'America, il Dipartimento dell'agricoltura degli Stati Uniti d'America, il Dipartimento del commercio degli Stati Uniti d'America e il Consiglio sulla qualità ambientale.